# Alice Kremelberg
Alice Kremelberg (Long Island, Nueva York, 28 de febrero de 1990) es una actriz y guionista estadounidense.

## Vida y carrera
Alice Kremelberg nació en Long Island y creció en Nueva York. Se graduó en la Atlantic Acting School.
Apareció por primera vez ante las cámaras en 2006 en una aparición como invitada en un episodio de la serie Law & Order: Special Victims Unit. En 2008 y 2009, consiguió pequeños papeles en los largometrajes Baby Mama y The Pelham 123 Subway Hijacking, respectivamente. Desde 2007, ha aparecido en papeles invitados en las series 30 Rock, Fringe, Blue Bloods, Crime Scene New York, Nurse Jackie, The Big C, Smash y The Michael J. Fox Show, entre otras. En 2018, apareció en un pequeño papel en la película biográfica Can You Ever Forgive Me? De 2018 a 2019, apareció en un papel secundario en las dos últimas temporadas de la serie Orange Is the New Black como Nicole Eckelcamp. En 2019 se estrenó la miniserie The Feels, que Kremelberg protagonizó y también escribió los guiones de tres episodios. Su actuación le valió una nominación a los premios Daytime Emmy en 2020. En el thriller judicial El juicio de los 7 de Chicago, estrenado en 2020, Kremelberg interpretó a la abogada de la vida real y antigua líder de los Weathermen, Bernardine Dohrn. En 2021, protagonizó junto a Bill Pullman el papel de Percy Muldoon en la cuarta temporada de The Sinner.

## Filmografía (selección)
- 2006: Ley y orden: Unidad de víctimas especiales (Serie de TV, Episodio 8x09)
- 2007: 30 Rock (Serie de TV, Episodio 1x17)
- 2008: mamá bebé
- 2009: La toma de Pelham 123
- 2010: Fringe ( Fringe, Serie de TV, Episodio 2x11 )
- 2010: Blue Bloods - Crime Scene New York ( Blue Bloods, Serie de TV, Episodio 1x06)
- 2011: Enfermera Jackie (Serie de TV, Episodio 3x08)
- 2011: The Big C (Serie de TV, Episodio 2x02)
- 2012: Nancy, por favor
- 2013: Smash (Serie de TV, Episodio 2x04)
- 2013: The Michael J. Fox Show (serie de televisión, 3 episodios)
- 2014: Cojines de playa
- 2015: Código del campus
- 2015: Working on It (serie de televisión, 2 episodios)
- 2016-2017: Doomsday (serie de TV, 4 episodios)
- 2018: El ascensor (Serie de TV, Episodio 1x14)
- 2018: ¿Podrás perdonarme alguna vez?
- 2018: pregunta por Jane
- 2018: Navy CIS: New Orleans ( NCIS: New Orleans, Serie de TV, Episodio 5x05)
- 2018: ¡El amor ha muerto!
- 2018-2019: Orange Is the New Black (serie de TV, 11 episodios)
- 2019: New Amsterdam (Serie de TV, Episodio 1x14)
- 2019: The Feels (miniserie, 3 episodios)
- 2020: diez minutos para la medianoche
- 2020: El juicio de los 7 de Chicago
- 2020: Monsterland (Serie de TV, Episodio 1x07)
- 2021: The Sinner (serie de TV, 8 episodios)

## Nominaciones
Premios Emmy diurnos
- 2020 : Nominada a Mejor actriz de miniserie por The Feels